# Turbinaria
Turbinaria es un género de algas pardas de la clase Phaeophyceae encontrada principalmente en las aguas marinas tropicales. Generalmente crecen sobre sustratos rocosos. El género podría utilizarse para eliminar plomo de las soluciones acuosas. Se conocen unas 30 especies.

## Nombres comunes
En las islas del Pacífico se le ha nombrado de diferentes maneras: limu lautalatala en Samoa, rimu taratara en Nueva Zelanda y remu taratara en Tahití. 